# La Comédie du diable

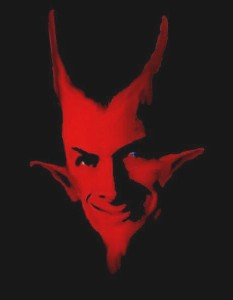
Le diable.

La  Comédie  du diable est une nouvelle d'Honoré de Balzac publiée en 1831. Elle met en scène le diable au cours d'un banquet géant qu'il a organisé aux Enfers parce qu'il s'ennuie.
Les invités, innombrables, sont tous des damnés et, pour la plupart, des personnages légendaires comme Cléopâtre, Socrate, Voltaire et même Adam. Par ailleurs, le diable a fait construire un théâtre où se joue une comédie dont les acteurs sont d'illustres personnalités : Diderot, Louis XIV, Montesquieu, Spinoza ou Montaigne.
Cette farce burlesque multiplie les jeux de mots, les dialogues absurdes  et bafoue la morale, Balzac s'attachant à réunir l’ensemble des stéréotypes existants sur l'Enfer et les damnés.
On connaît peu ce texte du « moraliste » classé trop vite dans les « catholiques légitimistes » parce qu'il s'est déclaré comme tel. Il a été réédité en 2005 avec les illustrations de Bertall, Daumier, Paul Gavarni ou Grandville.

## Référence
- La  Comédie  du diable, préface de Roland Chollet et Joëlle Raineau, Éditions de Lume, 2005  (ISBN 2915474060).